# Évolution des relations diplomatiques du Saint-Siège en 2001
Représentation actuelle du Saint-Siège
- 1997
- 1998
- 1999
- 2000
- 2001
- 2002
- 2003
- 2004
- 2005

Représentations : près le Saint-Siège, pour le Saint-Siège
Cette liste présente les évolutions des relations pour et près le Saint-Siège en 2001.

## Évolution des relations près le Saint-Siège
| Date | Pays | Nom |
| ---- | ---- | --- |

## Évolution des relations pour le Saint-Siège
| Date            | Pays                        | Titre                 | Nom                  | Nationalité |
| --------------- | --------------------------- | --------------------- | -------------------- | ----------- |
| 17 janvier 2001 | Irak (en)                   | Nonce apostolique     | Fernando Filoni      | Italie      |
| 17 janvier 2001 | Jordanie (en)               | Nonce apostolique     | Fernando Filoni      | Italie      |
| 17 janvier 2001 | Nations unies - Genève      | Observateur permanent | Diarmuid Martin      | Irlande     |
| 20 janvier 2001 | Antigua-et-Barbuda (en)     | Nonce apostolique     | Emil Paul Tscherrig  | Suisse      |
| 20 janvier 2001 | Barbade (en)                | Nonce apostolique     | Emil Paul Tscherrig  | Suisse      |
| 20 janvier 2001 | Suriname (en)               | Nonce apostolique     | Emil Paul Tscherrig  | Suisse      |
| 8 février 2001  | Slovaquie (en)              | Nonce apostolique     | Henryk Józef Nowacki | Pologne     |
| 27 février 2001 | République dominicaine (en) | Nonce apostolique     | Timothy Broglio      | États-Unis  |
| 27 février 2001 | Porto Rico (en)             | Délégué apostolique   | Timothy Broglio      | États-Unis  |
| 27 février 2001 | Pays-Bas (en)               | Nonce apostolique     | François Bacqué      | France      |

## Composition du corps diplomatique du Saint-Siège au 31 décembre 2001
| Pays                                  | Représentation        | Représentant                | Date de nomination |
| ------------------------------------- | --------------------- | --------------------------- | ------------------ |
| Afrique du Sud                        | Nonce apostolique     | Blasco Francisco Collaço    | 24 mai 2000        |
| Albanie (en)                          | Nonce apostolique     | John Bulaitis               | 25 mars 1997       |
| Algérie                               | Nonce apostolique     | Augustine Kasujja           | 26 mai 1998        |
| Allemagne                             | Nonce apostolique     | Giovanni Lajolo             | 7 décembre 1995    |
| Andorre (en)                          | Nonce apostolique     | Manuel Monteiro de Castro   | 1er mars 2000      |
| Angola (en)                           | Nonce apostolique     | Giovanni Angelo Becciu      | 15 octobre 2001    |
| Antigua-et-Barbuda (en)               | Nonce apostolique     | Emil Paul Tscherrig         | 20 janvier 2001    |
| Antilles                              | Délégué apostolique   | Emil Paul Tscherrig         | 8 juillet 2000     |
| Argentine (en)                        | Nonce apostolique     | Santos Abril y Castelló     | 4 mars 2000        |
| Arménie (en)                          | Nonce apostolique     | Claudio Gugerotti           | 7 décembre 2001    |
| Australie (en)                        | Nonce apostolique     | Francesco Canalini          | 5 décembre 1998    |
| Autriche (en)                         | Nonce apostolique     | Donato Squicciarini         | 1er juillet 1989   |
| Azerbaïdjan (en)                      | Nonce apostolique     | Claudio Gugerotti           | 13 décembre 2001   |
| Bahamas (en)                          | Nonce apostolique     | Emil Paul Tscherrig         | 8 juillet 2000     |
| Bahreïn (en)                          | Nonce apostolique     | Giuseppe De Andrea          | 28 juin 2001       |
| Bangladesh (en)                       | Nonce apostolique     | Edward Joseph Adams         | 24 août 1996       |
| Barbade (en)                          | Nonce apostolique     | Emil Paul Tscherrig         | 20 janvier 2001    |
| Belgique (en)                         | Nonce apostolique     | Pier Luigi Celata           | 3 mars 1999        |
| Belize (en)                           | Nonce apostolique     | Giacinto Berloco            | 5 mai 1998         |
| Bénin                                 | Nonce apostolique     | vacant                      | 27 novembre 1999   |
| Biélorussie (en)                      | Nonce apostolique     | Ivan Jurkovič               | 28 juillet 2001    |
| Birmanie (en)                         | Délégué apostolique   | Adriano Bernardini          | 24 juillet 1999    |
| Bolivie (en)                          | Nonce apostolique     | Józef Wesołowski            | 3 novembre 1999    |
| Bosnie-Herzégovine (en)               | Nonce apostolique     | Giuseppe Leanza             | 29 avril 1999      |
| Botswana                              | Délégué apostolique   | Blasco Francisco Collaço    | 24 mai 2000        |
| Brésil (en)                           | Nonce apostolique     | Alfio Rapisarda             | 2 juin 1992        |
| Brunei (en)                           | Nonce apostolique     | Adriano Bernardini          | 24 juillet 1999    |
| Bulgarie (en)                         | Nonce apostolique     | Antonio Mennini             | 8 juillet 2000     |
| Burkina Faso (en)                     | Nonce apostolique     | Mario Zenari                | 12 juillet 1999    |
| Burundi                               | Nonce apostolique     | Michael Courtney            | 18 août 2000       |
| Cambodge (en)                         | Nonce apostolique     | Adriano Bernardini          | 24 juillet 1999    |
| Cameroun                              | Nonce apostolique     | Félix del Blanco Prieto     | 5 mai 1996         |
| Canada                                | Nonce apostolique     | Luigi Ventura               | 22 juin 2001       |
| Cap-Vert                              | Nonce apostolique     | vacant                      | 31 octobre 2001    |
| République centrafricaine             | Nonce apostolique     | Joseph Chennoth             | 24 août 1999       |
| Chili (en)                            | Nonce apostolique     | Aldo Cavalli                | 28 juin 2001       |
| Chine (en)                            | fonction supprimée    | vacant                      | 25 mars 1979       |
| Colombie (en)                         | Nonce apostolique     | Beniamino Stella            | 11 février 1999    |
| Comores (en)                          | Délégué apostolique   | Bruno Musarò                | 25 septembre 1999  |
| Congo                                 | Nonce apostolique     | Mario Roberto Cassari       | 3 août 1999        |
| République démocratique du Congo (en) | Nonce apostolique     | Giovanni d'Aniello          | 15 décembre 2001   |
| Îles Cook (en)                        | Nonce apostolique     | Patrick Coveney             | 14 juillet 2001    |
| Corée du Sud (en)                     | Nonce apostolique     | Giovanni Battista Morandini | 23 avril 1997      |
| Costa Rica (en)                       | Nonce apostolique     | Antonio Sozzo               | 23 mai 1998        |
| Côte d'Ivoire                         | Nonce apostolique     | Mario Zenari                | 12 juillet 1999    |
| Croatie (en)                          | Nonce apostolique     | Giulio Einaudi              | 29 février 1992    |
| Cuba (en)                             | Nonce apostolique     | Luis Robles Díaz            | 6 mars 1999        |
| Chypre (en)                           | Nonce apostolique     | Pietro Sambi                | 6 juin 1998        |
| Danemark (en)                         | Nonce apostolique     | Piero Biggio                | 27 février 1999    |
| Djibouti                              | Nonce apostolique     | Silvano Tomasi              | 23 décembre 2000   |
| République dominicaine (en)           | Nonce apostolique     | Timothy Broglio             | 27 février 2001    |
| Dominique (en)                        | Nonce apostolique     | Emil Paul Tscherrig         | 8 juillet 2000     |
| Équateur (en)                         | Nonce apostolique     | Alain Lebeaupin             | 7 décembre 1998    |
| Égypte                                | Nonce apostolique     | Paolo Giglio                | 25 mars 1995       |
| Érythrée (en)                         | Nonce apostolique     | Silvano Tomasi              | 27 juin 1996       |
| Espagne                               | Nonce apostolique     | Manuel Monteiro de Castro   | 1er mars 2000      |
| Estonie (en)                          | Nonce apostolique     | Peter Stephan Zurbriggen    | 25 octobre 2001    |
| Éthiopie (en)                         | Nonce apostolique     | Silvano Tomasi              | 27 juin 1996       |
| États-Unis                            | Nonce apostolique     | Gabriel Montalvo Higuera    | 7 décembre 1998    |
| Fidji (en)                            | Nonce apostolique     | Patrick Coveney             | 15 octobre 1996    |
| Finlande (en)                         | Nonce apostolique     | Piero Biggio                | 27 février 1999    |
| France                                | Nonce apostolique     | Fortunato Baldelli          | 19 juin 1999       |
| Gabon (en)                            | Nonce apostolique     | Mario Roberto Cassari       | 3 août 1999        |
| Gambie                                | Nonce apostolique     | Alberto Bottari de Castello | 18 décembre 1999   |
| Géorgie (en)                          | Nonce apostolique     | Claudio Gugerotti           | 7 décembre 2001    |
| Ghana (en)                            | Nonce apostolique     | George Kocherry             | 10 juin 2000       |
| Grande-Bretagne                       | Nonce apostolique     | Pablo Puente                | 31 juillet 1997    |
| Grèce (en)                            | Nonce apostolique     | Paul Fouad Tabet            | 2 janvier 1996     |
| Grenade (en)                          | Nonce apostolique     | Emil Paul Tscherrig         | 8 juillet 2000     |
| Guatemala (en)                        | Nonce apostolique     | Ramiro Moliner Inglés       | 10 mai 1997        |
| Guinée (en)                           | Nonce apostolique     | Alberto Bottari de Castello | 18 décembre 1999   |
| Guinée-Bissau (en)                    | Nonce apostolique     | vacant                      | 31 octobre 2001    |
| Guinée équatoriale (en)               | Nonce apostolique     | Félix del Blanco Prieto     | 28 juin 1996       |
| Guyana (en)                           | Nonce apostolique     | Emil Paul Tscherrig         | 8 juillet 2000     |
| Haïti                                 | Nonce apostolique     | Luigi Bonazzi               | 19 juin 1999       |
| Honduras (en)                         | Nonce apostolique     | George Panikulam            | 4 décembre 1999    |
| Hongrie                               | Nonce apostolique     | Karl-Josef Rauber           | 25 avril 1997      |
| Inde (en)                             | Nonce apostolique     | Lorenzo Baldisseri          | 19 juin 1999       |
| Indonésie (en)                        | Nonce apostolique     | Renzo Fratini               | 8 août 1998        |
| Iran (en)                             | Nonce apostolique     | Angelo Mottola              | 16 juillet 1999    |
| Irak (en)                             | Nonce apostolique     | Fernando Filoni             | 17 janvier 2001    |
| Irlande (en)                          | Nonce apostolique     | Giuseppe Lazzarotto         | 11 novembre 2000   |
| Islande (en)                          | Nonce apostolique     | Piero Biggio                | 27 février 1999    |
| Israël (en)                           | Nonce apostolique     | Pietro Sambi                | 6 juin 1998        |
| Italie (en)                           | Nonce apostolique     | Paolo Romeo                 | 17 avril 2001      |
| Jamaïque (en)                         | Nonce apostolique     | Emil Paul Tscherrig         | 8 juillet 2000     |
| Japon (en)                            | Nonce apostolique     | Ambrose De Paoli            | 11 novembre 1997   |
| Jérusalem et Palestine (en)           | Délégué apostolique   | Pietro Sambi                | 6 juin 1998        |
| Jordanie (en)                         | Nonce apostolique     | Fernando Filoni             | 17 janvier 2001    |
| Kazakhstan (en)                       | Nonce apostolique     | vacant                      | 11 décembre 2001   |
| Kenya (en)                            | Nonce apostolique     | Giovanni Tonucci            | 9 mars 1996        |
| Kiribati (en)                         | Nonce apostolique     | Patrick Coveney             | 15 octobre 1996    |
| Koweït (en)                           | Nonce apostolique     | Giuseppe De Andrea          | 28 juin 2001       |
| Kirghizistan (en)                     | Nonce apostolique     | vacant                      | 11 décembre 2001   |
| Laos (en)                             | Délégué apostolique   | Adriano Bernardini          | 24 juillet 1999    |
| Lesotho (en)                          | Nonce apostolique     | Blasco Francisco Collaço    | 24 juin 2000       |
| Lettonie (en)                         | Nonce apostolique     | Peter Stephan Zurbriggen    | 25 octobre 2001    |
| Liban (en)                            | Nonce apostolique     | Luigi Gatti                 | 28 juin 2001       |
| Liberia (en)                          | Nonce apostolique     | Alberto Bottari de Castello | 18 décembre 1999   |
| Libye                                 | Nonce apostolique     | Luigi Conti                 | 8 août 2001        |
| Liechtenstein (en)                    | Nonce apostolique     | Pier Giacomo De Nicolò      | 21 janvier 1999    |
| Lituanie (en)                         | Nonce apostolique     | Peter Stephan Zurbriggen    | 25 octobre 2001    |
| Luxembourg (en)                       | Nonce apostolique     | Pier Luigi Celata           | 3 mars 1999        |
| Macédoine (en)                        | Nonce apostolique     | Marian Oleś                 | 11 décembre 2001   |
| Madagascar (en)                       | Nonce apostolique     | Bruno Musarò                | 25 septembre 1999  |
| Malawi (en)                           | Nonce apostolique     | Orlando Antonini            | 24 juillet 1999    |
| Malaisie (en)                         | Nonce apostolique     | Adriano Bernardini          | 24 juillet 1999    |
| Mali (en)                             | Nonce apostolique     | vacant                      | 31 octobre 2001    |
| Malte                                 | Nonce apostolique     | Luigi Conti                 | 8 août 2001        |
| Maroc (en)                            | Nonce apostolique     | Domenico De Luca (en)       | 22 mai 1993        |
| Îles Marshall (en)                    | Nonce apostolique     | Patrick Coveney             | 27 avril 1996      |
| Mauritanie (en)                       | Délégué apostolique   | Giuseppe Pinto              | 4 décembre 2001    |
| Maurice (en)                          | Nonce apostolique     | Bruno Musarò                | 25 septembre 1999  |
| Mexique (en)                          | Nonce apostolique     | Giuseppe Bertello           | 27 décembre 2000   |
| Micronésie (en)                       | Nonce apostolique     | Patrick Coveney             | 15 octobre 1996    |
| Moldavie (en)                         | Nonce apostolique     | Karl-Josef Rauber           | 25 avril 1997      |
| Mongolie (en)                         | Nonce apostolique     | Giovanni Battista Morandini | 23 avril 1997      |
| Mozambique (en)                       | Nonce apostolique     | Juliusz Janusz              | 26 septembre 1998  |
| Namibie (en)                          | Nonce apostolique     | Blasco Francisco Collaço    | 24 mai 2000        |
| Nations unies - New York              | Observateur permanent | Renato Martino              | 3 décembre 1986    |
| Nations unies - Genève                | Observateur permanent | Diarmuid Martin             | 17 janvier 2001    |
| Nauru (en)                            | Nonce apostolique     | Patrick Coveney             | 7 décembre 1996    |
| Népal (en)                            | Nonce apostolique     | Lorenzo Baldisseri          | 23 juin 1999       |
| Nicaragua (en)                        | Nonce apostolique     | Jean-Paul Gobel             | 31 octobre 2001    |
| Niger (en)                            | Nonce apostolique     | Mario Zenari                | 12 juillet 1999    |
| Nigeria (en)                          | Nonce apostolique     | Osvaldo Padilla             | 22 août 1998       |
| Norvège (en)                          | Nonce apostolique     | Piero Biggio                | 27 février 1999    |
| Nouvelle-Zélande (en)                 | Nonce apostolique     | Patrick Coveney             | 27 avril 1996      |
| Ouganda (en)                          | Nonce apostolique     | Christophe Pierre           | 10 mai 1999        |
| Ouzbékistan (en)                      | Nonce apostolique     | vacant                      | 11 décembre 2001   |
| Pakistan (en)                         | Nonce apostolique     | Alessandro D'Errico         | 14 novembre 1998   |
| Palaos (en)                           | Nonce apostolique     | Patrick Coveney             | 14 juillet 2001    |
| Panama (en)                           | Nonce apostolique     | Giacomo Guido Ottonello     | 29 novembre 1999   |
| Papouasie-Nouvelle-Guinée (en)        | Nonce apostolique     | Adolfo Tito Yllana          | 13 décembre 2001   |
| Paraguay (en)                         | Nonce apostolique     | Antonio Lucibello           | 27 juillet 1999    |
| Pays-Bas (en)                         | Nonce apostolique     | François Bacqué             | 27 février 2001    |
| Pérou (en)                            | Nonce apostolique     | Rino Passigato              | 17 juillet 1999    |
| Philippines (en)                      | Nonce apostolique     | Antonio Franco              | 6 avril 1999       |
| Pologne                               | Nonce apostolique     | Józef Kowalczyk             | 26 août 1989       |
| Porto Rico (en)                       | Délégué apostolique   | Timothy Broglio             | 27 février 2001    |
| Portugal (en)                         | Nonce apostolique     | Edoardo Rovida              | 15 mars 1993       |
| Roumanie                              | Nonce apostolique     | Jean-Claude Périsset        | 12 novembre 1998   |
| Russie                                | Nonce apostolique     | Giorgio Zur                 | 29 janvier 2000    |
| Rwanda                                | Nonce apostolique     | Salvatore Pennacchio        | 28 novembre 1998   |
| Saint-Christophe-et-Niévès (en)       | Nonce apostolique     | Emil Paul Tscherrig         | 1er juin 2001      |
| Sainte-Lucie (en)                     | Nonce apostolique     | Emil Paul Tscherrig         | 8 juillet 2000     |
| Saint-Vincent-et-les-Grenadines (en)  | Nonce apostolique     | Emil Paul Tscherrig         | 8 juillet 2000     |
| Salvador                              | Nonce apostolique     | Giacinto Berloco            | 5 mai 1998         |
| Samoa (en)                            | Nonce apostolique     | Patrick Coveney             | 27 avril 1996      |
| Saint-Marin (en)                      | Nonce apostolique     | Paolo Romeo                 | 17 avril 2001      |
| Sao Tomé-et-Principe (en)             | Nonce apostolique     | Giovanni Angelo Becciu      | 15 novembre 2001   |
| Sénégal                               | Nonce apostolique     | Giuseppe Pinto              | 4 décembre 2001    |
| Seychelles (en)                       | Nonce apostolique     | Bruno Musarò                | 25 septembre 1999  |
| Sierra Leone (en)                     | Nonce apostolique     | Alberto Bottari de Castello | 18 décembre 1999   |
| Singapour (en)                        | Nonce apostolique     | Adriano Bernardini          | 24 juillet 1999    |
| Slovaquie (en)                        | Nonce apostolique     | Henryk Józef Nowacki        | 8 février 2001     |
| Slovénie                              | Nonce apostolique     | Marian Oleś                 | 11 décembre 2001   |
| Îles Salomon (en)                     | Nonce apostolique     | vacant                      | 1er octobre 2001   |
| Somalie (en)                          | Délégué apostolique   | Marco Dino Brogi            | 13 décembre 1997   |
| Soudan (en)                           | Nonce apostolique     | Marco Dino Brogi            | 13 décembre 1997   |
| Sri Lanka (en)                        | Nonce apostolique     | Thomas Yeh Sheng-nan        | 10 novembre 1998   |
| Suriname (en)                         | Nonce apostolique     | Emil Paul Tscherrig         | 20 janvier 2001    |
| Swaziland (en)                        | Nonce apostolique     | Blasco Francisco Collaço    | 24 juin 2000       |
| Suède (en)                            | Nonce apostolique     | Piero Biggio                | 27 février 1999    |
| Suisse                                | Nonce apostolique     | Pier Giacomo De Nicolò      | 21 janvier 1999    |
| Syrie (en)                            | Nonce apostolique     | Diego Causero               | 31 mars 1999       |
| Tadjikistan (en)                      | Nonce apostolique     | vacant                      | 11 décembre 2001   |
| Tanzanie (en)                         | Nonce apostolique     | Luigi Pezzuto               | 22 mai 1999        |
| Tchad (en)                            | Nonce apostolique     | Joseph Chennoth             | 24 août 1999       |
| République tchèque                    | Nonce apostolique     | Erwin Josef Ender           | 19 mai 2001        |
| Thaïlande (en)                        | Nonce apostolique     | Adriano Bernardini          | 24 juillet 1999    |
| Togo                                  | Nonce apostolique     | George Kocherry             | 10 juin 2000       |
| Tonga (en)                            | Nonce apostolique     | Patrick Coveney             | 27 avril 1996      |
| Trinité-et-Tobago (en)                | Nonce apostolique     | Emil Paul Tscherrig         | 8 juillet 2000     |
| Tunisie                               | Nonce apostolique     | Augustine Kasujja           | 26 mai 1998        |
| Turquie (en)                          | Nonce apostolique     | Edmond Farhat               | 11 décembre 2001   |
| Turkménistan (en)                     | Nonce apostolique     | Edmond Farhat               | 11 décembre 2001   |
| Ukraine (en)                          | Nonce apostolique     | Nikola Eterović             | 22 mai 1999        |
| Union européenne                      | Nonce apostolique     | Faustino Sainz Muñoz        | 21 janvier 1999    |
| Uruguay (en)                          | Nonce apostolique     | Janusz Bolonek              | 11 novembre 1999   |
| Vanuatu (en)                          | Nonce apostolique     | Patrick Coveney             | 15 octobre 1996    |
| Venezuela (en)                        | Nonce apostolique     | André Dupuy                 | 27 mars 2000       |
| Viêt Nam (en)                         | Délégué apostolique   | vacant                      | 19 septembre 1975  |
| Yémen (en)                            | Nonce apostolique     | Giuseppe De Andrea          | 28 juin 2001       |
| Yougoslavie (en)                      | Nonce apostolique     | Eugenio Sbarbaro            | 26 avril 2000      |
| Zambie                                | Nonce apostolique     | Orlando Antonini            | 24 juillet 1999    |
| Zimbabwe (en)                         | Nonce apostolique     | Peter Paul Prabhu (en)      | 13 novembre 1993   |

### Sources
- Bulletins de la salle de presse du Saint-Siège
- Postes diplomatiques de la Curie